# Układ limfatyczny

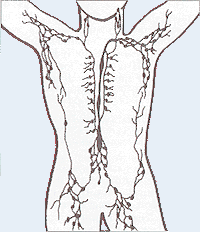
Schemat układu limfatycznego człowieka

Schemat układu limfatycznego z zaznaczonymi narządami

Układ limfatyczny, układ chłonny (łac. systema lymphaticum) – otwarty układ naczyń i przewodów, którymi płynie jeden z płynów ustrojowych – limfa, biorąca swój początek ze śródmiąższowego przesączu znajdującego się w tkankach.
Układ naczyń chłonnych połączony jest z układem krążenia krwi. Oprócz układu naczyń chłonnych w skład układu limfatycznego wchodzą także: narządy limfatyczne i limfocyty. Najważniejszą funkcją układu chłonnego jest obrona przed zakażeniami i (re)cyrkulacja płynów ustrojowych. Limfa porusza się w naczyniach limfatycznych za pomocą skurczów mięśni.

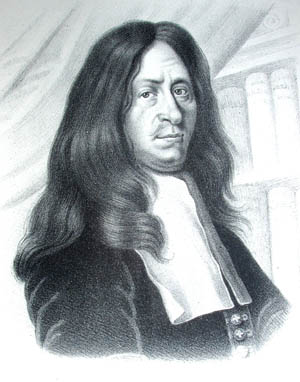
Thomas Bartholin
(1616–1680) jest odkrywcą układu limfatycznego

Odkrywcą systemu limfatycznego u ludzi był duński naukowiec Thomas Bartholin żyjący w XVII wieku.

## Budowa
Zbudowany jest z otwartych naczyń limfatycznych oraz z tkanki limfatycznej, z której zbudowane są narządy limfatyczne:
- centralne, które odgrywają decydującą rolę w funkcjonalnym dojrzewaniu limfocytów
  - grasica
  - szpik kostny
  - kaletka (torebka) Fabrycjusza (występująca tylko u ptaków)
- obwodowe
  - węzły chłonne
  - grudki chłonne samotne i skupione
  - migdałki podniebienne
  - wyrostek robaczkowy
  - śledziona

## Rozwój układu limfatycznego człowieka
Początek rozwoju układu chłonnego przypada na 5 tydzień życia płodowego. Powstają wówczas szczeliny między komórkami mezenchymalnymi, które się łączą, a komórki je wyściełające różnicują się w kierunku komórek śródbłonka. Z połączenia szczelin powstają pierwotne naczynia limfatyczne, tworzące rozgałęzioną sieć; miejscowe poszerzenia naczyń tworzą worki limfatyczne. W 8. tygodniu życia płodowego jest ich sześć: parzyste worki szyjne (sacci jugulares), w okolicy połączenia żyły podobojczykowej z żyłami sercowymi przednimi, parzyste worki biodrowe (sacci iliaci) blisko połączenia żył biodrowych z żyłami sercowymi tylnymi, worek zaotrzewnowy (saccus retroperitonealis) w miejscu przyczepu krezki do ściany tylnej brzucha oraz zbiornik mleczu (cysterna chyli), leżący grzbietowo względem worka zaotrzewnowego na wysokości gruczołów nadnerczowych. Naczynia limfatyczne odchodzące od worków limfatycznych towarzyszą dużym naczyniom żylnym. Zbiornik mleczu jest połączony z workami szyjnymi prawym i lewym przewodem piersiowym; między nimi wytwarzają się liczne anastomozy. Przewód piersiowy ostateczny powstaje z dystalnej części przewodu piersiowego prawego, naczyń anastomozujących i proksymalnej części lewego przewodu piersiowego. W ciągu dalszego rozwoju układu limfatycznego powstają pierwsze węzły chłonne z przekształconych worków limfatycznych (3. miesiąc), komórki mezenchymalne naciekają worki limfatyczne, a worki limfatyczne rozdzielają się na przewody i zatoki. Węzły chłonne powstają z mezenchymy (torebka i łącznotkankowy zrąb). Węzły chłonne tworzą się również jako elementy towarzyszące naczyniom limfatycznym wzdłuż ich przebiegu.
Limfocyty powstają z pierwotnych komórek pnia mezenchymy pęcherzyka żółciowego, wątroby i śledziony i szpiku kostnego. Różnicują się następnie na dwie populacje limfocytów T i B.

## Zadania i funkcjonowanie układu chłonnego
- odpornościowa – w węzłach limfatycznych powstają niektóre białe ciałka krwi
- neutralizująca – zwalczanie ciał oraz substancji obcych i szkodliwych dla organizmu
- odprowadzająca – odprowadzenie limfy z powrotem do krwi

Przepływająca po organizmie limfa zbiera substancje toksyczne i odprowadza je do węzłów chłonnych, skąd są transportowane do nerek i usuwane z organizmu. To, czy układ limfatyczny dobrze funkcjonuje, zależy w dużej mierze od sprawności i elastyczności tkanki łącznej. Jeśli jest zbyt miękka i przepuszczalna, toksyny, zamiast wędrować do węzłów chłonnych, wnikają w inne tkanki, np. gromadzą się w komórkach tłuszczowych. Tak więc sprawny układ limfatyczny pomaga w usuwaniu toksyn z komórek tłuszczowych, a wtedy pośrednio zapobiega powiększaniu się cellulitu.
Układ limfatyczny rozpoczynają zbierające płyn tkankowy włosowate naczynia limfatyczne. Łączą się one w coraz większe naczynia chłonne, przechodzące następnie w główny przewód piersiowy, łączący się z kolei z układem krwionośnym. Dzięki temu limfa dostaje się do układu krwionośnego i dochodzi do ciągłej wymiany substancji między nią a krwią. Do układu limfatycznego zalicza się też węzły chłonne, np. w pachwinach kończyn. Funkcje układu limfatycznego związane są m.in. z wytwarzaniem tzw. przeciwciał, które łącząc się np. z bakteriami, ułatwiają ich niszczenie przez krwinki białe.

## Schemat spływu chłonki u człowieka
Z kończyn dolnych i miednicy płynie ona do pni lędźwiowych, które uchodzą do zbiornika mleczu. Do zbiornika dochodzi ponadto pień jelitowy, zbierający chłonkę z brzusznego odcinka przewodu pokarmowego. Ze zbiornika wychodzi przewód piersiowy, który zbiera chłonkę z lewej połowy klatki piersiowej, szyi, głowy i lewej kończyny górnej, drogą lewego pnia podobojczykowego, lewego pnia szyjnego i lewego pnia oskrzelowo-śródpiersiowego. Przewód piersiowy doprowadza chłonkę do naczyń żylnych, uchodząc do lewego kąta żylnego.
Z pozostałej prawej górnej części ciała i prawej kończyny górnej chłonka spływa pniami limfatycznymi, podobnie jak po stronie lewej, do pnia chłonnego prawego, który uchodzi do prawego kąta żylnego.

## Przerzuty nowotworowe drogą układu limfatycznego
Gdy komórki nowotworowe przechodzą kolejne stadia karcynogenezy, nabierają zdolności do odrywania się od guza macierzystego i osiedlania się w innych częściach organizmu. Mogą wtedy przeniknąć do układu limfatycznego wraz z naciekającym guzem. Jeżeli komórka taka posiada możliwość wszczepienia się w innym miejscu organizmu, może dać przerzut nowotworowy. Najczęściej pierwszym miejscem zatrzymania się takiej komórki będzie najbliższy węzeł chłonny, zwany węzłem wartowniczym. W węźle, w sprzyjających przerzutowi warunkach, rozwinie się guz przerzutowy. Guz ten różni się morfologicznie od guza pierwotnego. Jeżeli dochodzi do dalszego rozwoju, nowotwór może dawać kolejne przerzuty do kolejnych węzłów, aż dojdzie do dostania się komórek nowotworowych do układu krwionośnego i powstania przerzutów odległych.
W związku z tym w niektórych nowotworach charakteryzujących się możliwością dawania przerzutów drogą chłonną podczas zabiegu operacyjnego usuwane są również okoliczne węzły chłonne w nadziei na zmniejszenie ryzyka na rozsianie się choroby nowotworowej.

## Schorzenia związane z krążeniem limfatycznym
- słoniowacizna
- zapalenie naczyń chłonnych